# Pierre-Antoine Laurent
Pour les articles homonymes, voir Pierre Laurent.
Pierre-Antoine Laurent est un sculpteur français, né le 8 juillet 1868 à Montluçon, et mort en 1947.

## Biographie

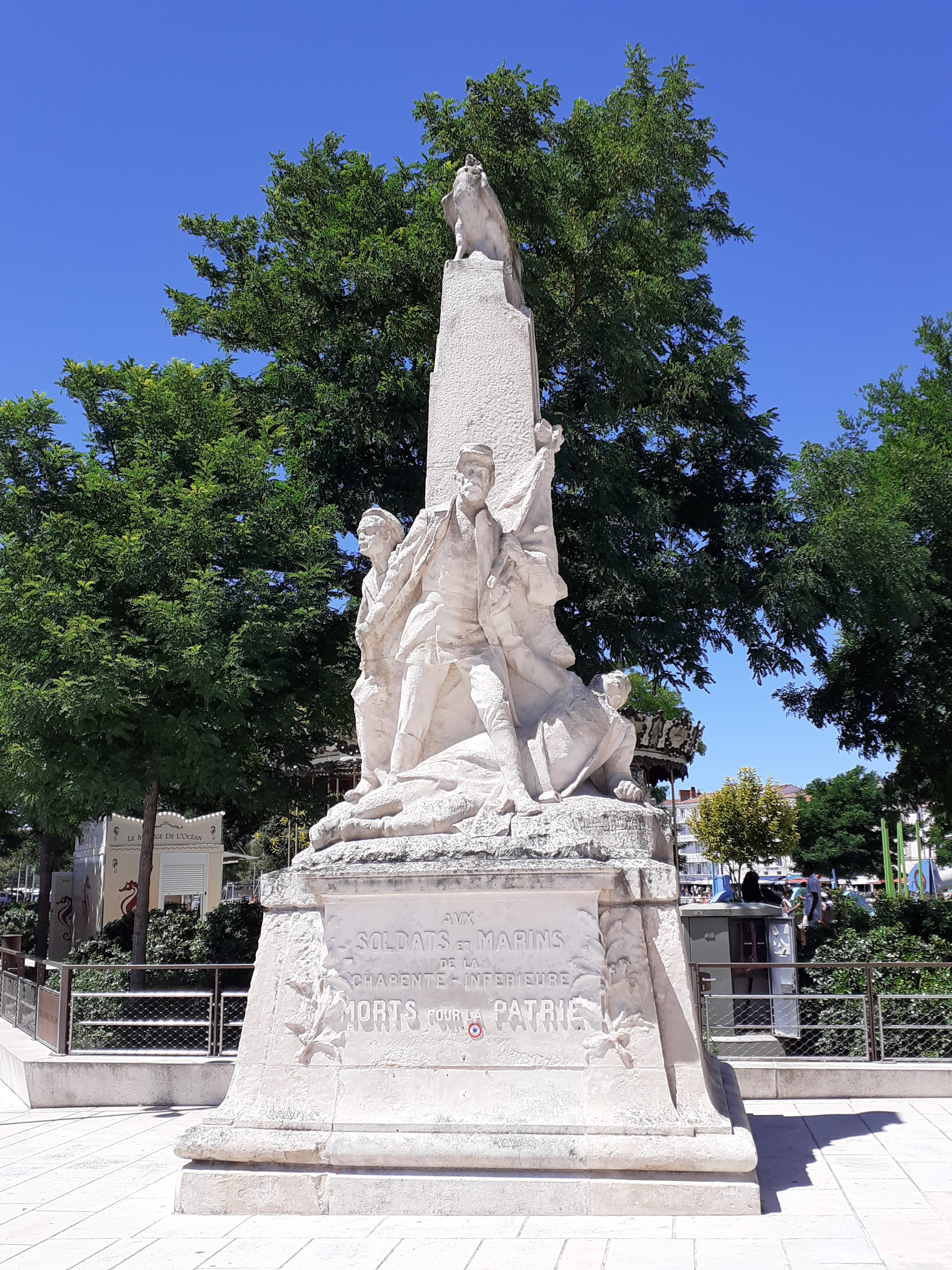
Monument aux Morts de 1870, à La Rochelle.

Pierre-Antoine Laurent est le fils de de Pierre Laurent, tailleur de pierres, et de Claire Marais.
Élève des Beaux-Arts de Paris auprès de Cavelier, Chapu, et Barrias, il obtient une médaille de 3e classe en 1897, et 2e classe en 1899 et 1re classe en 1903.
En 1913, il épouse Marie Constance Monnard.

## Œuvres
- 1903 : Héro et Léandre, jardin des plantes à La Rochelle
- 1913 : Monument aux morts de 1870, La Rochelle
- 1921 : Monument aux morts, Saint-Clément-des-Baleines